# Prix littéraires 1975
Liste des prix littéraires décernés au cours de l'année 1975 :

## Prix internationaux
- Prix Nobel de littérature : Eugenio Montale /  Italie[1]
- Grand prix de littérature du Conseil nordique : Hannu Salama (Finlande) pour Siinä näkijä missä tekijä[2]
- Grand prix littéraire d'Afrique noire : Étienne Yanou (Cameroun) pour L'Homme Dieu de Bisso[3]
- Prix littéraire des Caraïbes : Jean-Louis Baghio'o (France) pour Le flamboyant à fleurs bleues
- Prix des Mascareignes : Alain Lorraine (Maurice) pour Tienbo le rein suivi de Beaux visages cafrines sous la lampe

## Allemagne
- Prix Georg-Büchner :  Manès Sperber

## Belgique
- Prix Victor-Rossel : Sophie Deroisin pour Les Dames

## Canada
- Grand prix du livre de Montréal : Hubert Aquin pour Neige noire
- Prix Athanase-David : Fernand Dumont
- Prix du Gouverneur général :
  - Catégorie « Romans et nouvelles de langue anglaise » : Brian Moore pour The Great Victorian Collection
  - Catégorie « Romans et nouvelles de langue française » : Anne Hébert pour Les Enfants du sabbat
  - Catégorie « Poésie ou théâtre de langue anglaise » : Milton Acorn pour The Island Means Minago
  - Catégorie « Poésie ou théâtre de langue française » : Pierre Perrault pour Chouennes
  - Catégorie « Études et essais de langue anglaise » : Marion MacRae et Anthony Adamson pour Hallowed Walls
  - Catégorie « Études et essais de langue française » : Louis-Edmond Hamelin pour Nordicité canadienne
- Prix Jean-Hamelin : Louise Dechêne pour Habitants et marchands de Montréal au XVIIe siècle et Yves Beauchemin pour L'Enfirouapé

## Corée du Sud
- Prix de l'Association des poètes coréens : Kim Nam-jo et Hong Yun-suk
- Prix de littérature contemporaine (Hyundae Munhak) :
  - Catégorie « Poésie » : Kang Usik pour 四行詩抄
  - Catégorie « Roman » : Kim Won-il pour Une âme faite d'obscurité
  - Catégorie « Critique » : Kim Unhak pour 「현대불교문학론」「한국적 테마론」
- Prix Woltan : Choi Il-nam pour 서울사람들

## Espagne
- Prix Nadal : Francisco Umbral, pour Las ninfas
- Prix Planeta : Mercedes Salisachs, pour La gangrena
- Prix national de Narration : non décerné
- Prix national de poésie : non décerné
- Prix national d'Essai : José Antonio Ibáñez-Martín (es), pour Hacia una formación humanística. Objetivos de la educación en la sociedad científico-tecnológica
- Prix Adonáis de Poésie : Ángel Sánchez Pascual, pour Ceremonia de la inocencia
- Prix d'honneur des lettres catalanes : Joan Fuster (écrivain)
- Prix Anagrama : Eugenio Trías (es), pour El artista y la ciudad
- Prix de la critique Serra d'Or :
  - Antoni Tàpies, pour L'art contra l'estètica, essai.
  - Manuel de Pedrolo, pour Contes i narracions (segon volum), contes.
  - Miquel Àngel Riera Nadal (ca), pour Morir quan cal, roman.
  - Vicent Andrés Estellés, pour Les pedres de l'àmfora, recueil de poésie.
  - Eugeni Xammar i Puigventós (ca), pour Seixanta anys d'anar pel món, œuvre narrative non fiction.
  - Josep Vicenç Foix, pour 99 notes sobre ficcions poncianes, poème en prose.

## États-Unis
- National Book Award : 
  - Catégorie « Fiction » : Robert Stone pour Dog Soldiers (Les Guerriers de l'enfer) et Thomas Williams pour The Hair of Harold Roux
  - Catégorie « Essais - Arts et Lettres » : Roger Shattuck pour Marcel Proust et Lewis Thomas pour The Lives of a Cell: Notes of a Biology Watcher
  - Catégorie « Essais - Biographie » : Richard B. Sewall pour The Life of Emily Dickinson
  - Catégorie « Essais - Histoire » : Bernard Bailyn pour The Ordeal of Thomas Hutchinson
  - Catégorie « Essais - Philosophie et Religion » : Robert Nozick pour Anarchy, State and Utopia (Anarchie, État et utopie)
  - Catégorie « Essais - Sciences » : Silvano Arieti pour Interpretation of Schizophrenia et Lewis Thomas pour The Lives of a Cell: Notes of a Biology Watcher
  - Catégorie « Poésie » : Marilyn Hacker pour Presentation Piece
- Prix Hugo :
  - Prix Hugo du meilleur roman : Les Dépossédés (The Dispossessed) par Ursula K. Le Guin
  - Prix Hugo du meilleur roman court : Chanson pour Lya (A Song for Lya) par George R. R. Martin
  - Prix Hugo de la meilleure nouvelle longue : À la dérive au large des ilôts de Langerhans Lat. 38°54' N, Long. 77°00'13" W (Adrift Just Off the Islets of Langerhans: Latitude 38° 54' N, Longitude 77° 00' 13" W) par Harlan Ellison
  - Prix Hugo de la meilleure nouvelle courte : Rencontre avec un trou noir (The Hole Man) par Larry Niven
- Prix Locus :
  - Prix Locus du meilleur roman : Les Dépossédés (The Dispossessed) par Ursula K. Le Guin
  - Prix Locus du meilleur roman court : Né avec les morts (Born with the Dead) par Robert Silverberg
  - Prix Locus de la meilleure nouvelle longue : À la dérive au large des ilôts de Langerhans Lat. 38°54' N, Long. 77°00'13" W (Adrift Just Off the Islets of Langerhans: Latitude 38° 54' N, Longitude 77° 00' 13" W) par Harlan Ellison
  - Prix Locus de la meilleure nouvelle courte : À la veille de la Révolution (The Day Before the Revolution) par Ursula K. Le Guin
  - Prix Locus du meilleur recueil de nouvelles : The Best of Fritz Leiber par Fritz Leiber
- Prix Nebula :
  - Prix Nebula du meilleur roman : La Guerre éternelle (The Forever War) par Joe Haldeman
  - Prix Nebula du meilleur roman court : Le Retour du bourreau (Home is the Hangman) par Roger Zelazny
  - Prix Nebula de la meilleure nouvelle longue : San Diego Lightfoot Sue (San Diego Lightfoot Sue) par Tom Reamy
  - Prix Nebula de la meilleure nouvelle courte : Dernier Zeppelin pour cet univers (Catch that Zeppelin!) par Fritz Leiber
- Prix Pulitzer :
  - Catégorie « Fiction » : Michael Shaara pour The Killer Angels
  - Catégorie « Biographie et Autobiographie » : Robert Caro pour The Power Broker: Robert Moses and the Fall of New York
  - Catégorie « Essai » : Annie Dillard pour Pilgrim at Tinker Creek (Pèlerinage à Tinker Creek)
  - Catégorie « Histoire » : Dumas Malone pour Jefferson and His Time (Jefferson et son temps)
  - Catégorie « Poésie » : Gary Snyder pour Turtle Island
  - Catégorie « Théâtre » : Edward Albee pour Seascape

## Finlande
- Prix Aleksis-Kivi : non décerné
- Prix Kalevi-Jäntti : Leena Krohn pour Viimeinen kesävieras
- Prix Eino-Leino : Henrik Tikkanen
- Prix national de littérature : Paavo Haavikko pour Kaksikymmentä ja yksi, Harald pitkäikäinen, Eeva Joenpelto pour Vetää kaikista ovista, Eeva-Liisa Manner pour Liisan seikkailut ihmemaassa, Liisan seikkailut peilimaassa, Aila Meriluoto pour Duinon elegiat, Pentti Saaritsa pour Hetkien vaellus, Leena Krohn pour Viimeinen kesävieras
- Prix littéraire de la ville de Tampere : Viljo Kajava pour Läheltä
- Prix Tollander : Oscar Nikula
- Prix Rudolf-Koivu : Björn Landström pour Olipa kerran
- Prix Topelius : Pekka Suhonen pour Manta
- Prix Mikael-Agricola : Matti Rossi
- Médaille Anni-Swan : non décerné
- Prix d'écriture Juhana-Heikki-Erkko : Jöns Carlson, Ulla Sievinen
- Prix Juhana-Heikki-Erkko : Pirkko Saisio pour Elämänmeno
- Médaille Kiitos kirjasta : Eeva Joenpelto pour Vetää kaikista ovista
- Prix Arvid-Lydecken : Leena Krohn pour Viimeinen kesävieras
- Prix Kaarle : Paavo Lehtonen, Anne Tauriala
- Prix Pehr-Evind-Svinhufvud : Wolf H. Halsti pour Muistelmat
- Prix du grand club du livre finlandais : non décerné
- Prix Pirkanmaan-Plättä : Anni Polva pour Tiinakin ratsastaa

## France
- Prix Femina : Le Maître d'heure de Claude Faraggi[4]
- Prix Goncourt : La Vie devant soi d'Émile Ajar. Après la mort de Romain Gary, il sera révélé qu'Ajar est un pseudonyme de Romain Gary qui reçoit ainsi le prix pour la deuxième fois, chose unique dans l'histoire du prix[5]
- Prix Médicis : Le Voyage à Naucratis de Jacques Almira
- Prix Médicis étranger : La Vie trop brève d'Edwin Mullhouse de Steven Millhauser
- Prix Renaudot : L'Homme de sable de Jean Joubert
- Prix Interallié : L'Amant de poche de Voldemar Lestienne
- Grand prix du roman de l'Académie française : non décerné
- Prix des libraires : Le Médecin de Cordoue d'Herbert Le Porrier
- Prix du Livre Inter : Des demeures et des gens de Catherine d'Etchéa
- Prix des Deux Magots : Le Bateau du courrier de Geneviève Dormann
- Grand prix des lectrices de Elle : La Première Habitude de Françoise Lefèvre
- Prix du Quai des Orfèvres : Bernard Matignon pour Une mort qui fait du bruit
- Prix du Roman populiste : Raymond Jean pour La Femme attentive
- Prix mondial Cino-Del-Duca : Alejo Carpentier pour l'ensemble de son œuvre

## Italie
- Prix Strega : Tommaso Landolfi, A caso (Rizzoli)
- Prix Bagutta : Enzo Forcella (it), Celebrazioni d'un trentennio, (Mondadori)
- Prix Campiello : Stanislao Nievo, Il prato in fondo al mare
- Prix Napoli : Mario Pomilio, Il quinto Evangelio, (Rusconi)
- Prix Viareggio : Paolo Volponi, Il sipario ducale

## Monaco
- Prix Prince-Pierre-de-Monaco : François Nourissier[6]

## Royaume-Uni
- Prix Booker : Ruth Prawer Jhabvala pour Heat and Dust (Chaleur et Poussière)[7]
- Prix James Tait Black :
  - Fiction : Brian Moore pour The Great Victorian Collection
  - Biographie : Karl Miller pour Cockburn's Millennium
- Prix WH Smith : Jon Stallworthy pour Wilfred Owen
- Prix John-Llewellyn-Rhys : David Hare pour Knuckle et Tim Jeal (en) pour Cushing's Crusade
- Médaille Carnegie : Robert Westall pour The Machine Gunners
- Prix Rose-Mary-Crawshay : Doris Langley Moore (en) pour Lord Byron: Accounts Rendered
- Prix Somerset-Maugham : Prix non remis

## Suisse
- Grand prix C.F. Ramuz : Jacques Mercanton[8]